# 가천면
가천면(伽泉面)은 대한민국 경상북도 성주군의 면이다. 넓이는 64.23km2이고, 인구는 2008년 기준으로 2,090명이다.

## 행정 구역
- 창천리(倉泉里)
- 법전리(法田里)
- 화죽리(花竹里)
- 동원리(東元里)
- 마수리(馬水里)
- 신계리(新界里)
- 용사리(龍沙里)
- 금봉리(金鳳里)
- 중산리(中山里)